# Bondstorps kyrka

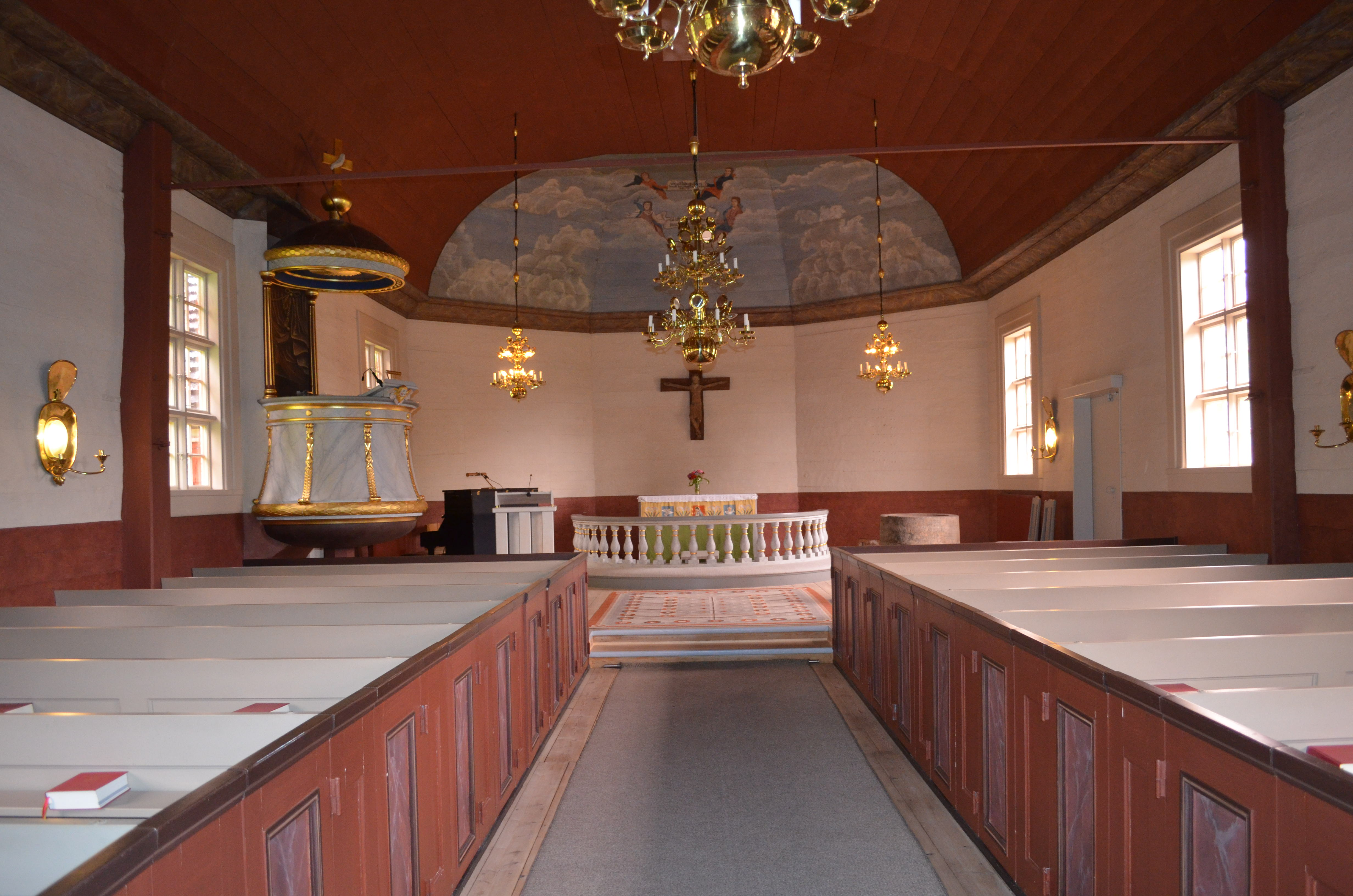
Bondstorps kyrkas kyrkosal

 Bondstorps  kyrka är en kyrkobyggnad i Bondstorp i Vaggeryds kommun. Den är församlingskyrka i Byarum-Bondstorps församling i Växjö stift.

## Kyrkobyggnaden
När det gäller den nuvarande kyrkans föregångare finns inte mycket uppgifter. Den första kyrkan var möjligen uppförd under 1200-talet om man utgår från de medeltida inventarier från denna tid som finns bevarade. Om det var denna eller en senare byggd kyrka  som enligt  anteckningar i Östbo dombok från 1693 var så pass bristfällig att den måste rivas och en ny byggas är ovisst. Den nya kyrkan uppfördes i liggande timmer 1694–1695. Klockstapeln flyttades 1766 från sin plats på kyrkogården och fogades till kyrkans västra gavel och blev klocktorn. 
Vid renoveringen 1889–1891 togs spånbeklädnaden bort och väggarna vitrappades. 1953–1954 genomfördes en stor genomgripande restaurering som gav kyrkan det utseende den har i dag. I stort sett byggdes den om från grunden, men med den ursprungliga byggnadskroppen bevarad. Kyrkan består i dag av ett rektangulärt långhus med ett avslutande tresidigt kor i öster och sakristia vid norra långväggen nära koret. Tornet i väster består av ett brett vapenhus  med huvudingång, följt av en åttasidig torndel för klockorna som avslutas med en brant pyramidformad huv krönt av ett kors. Kyrkan återfick vid restaureringen sin spånklädsel och rödfärgades, medan samtliga tak och tornhuv tjärades.

## Inventarier
- Dopfunten av okänd mästare är daterad till 1200-talet.
- Triumfkrucifixet från 1200-talet har sin plats på korväggen över altaret.
- Altarringen består av svarvade balusterdockor.
- Predikstolen med ljudtak är utförd i rokokoinspirerad stil.
- Över dopaltaret finns en strålsol.
- Sluten bänkinredning.
- Orgelläktaren är prydd med apostlabilder, troligen från kyrkans byggnadstid.

### Orgel
- Kyrkan fick sin första orgel 1865 av Johannes Andersson i Långaryd med 5 stämmor. (Länken til Johannes Anderssons livshistoria stämmer dåligt med denna notis över en klockare J. Andersson i Bondstorp som just tillverkade en 5-stämmig orgel som blev inköpt av församlingen. Något han funderat på 1858 då han blivit klockare där och som skulle underlätta hans sångundervisning med ett instrument i kyrkan. Blev inköpt av församlingen för 300 rdr där han själv förlorade 300 rdr på det hela men tyckte det var värt det.[1]).
- 1907 bygger E.A. Setterquist & Son, Örebro en orgel med 6 stämmor.
- Den nuvarande orgeln omfattande elva stämmor är byggd 1954 av Frederiksborgs orgelbyggeri i Hillerød, Danmark. Orgeln är mekanisk.

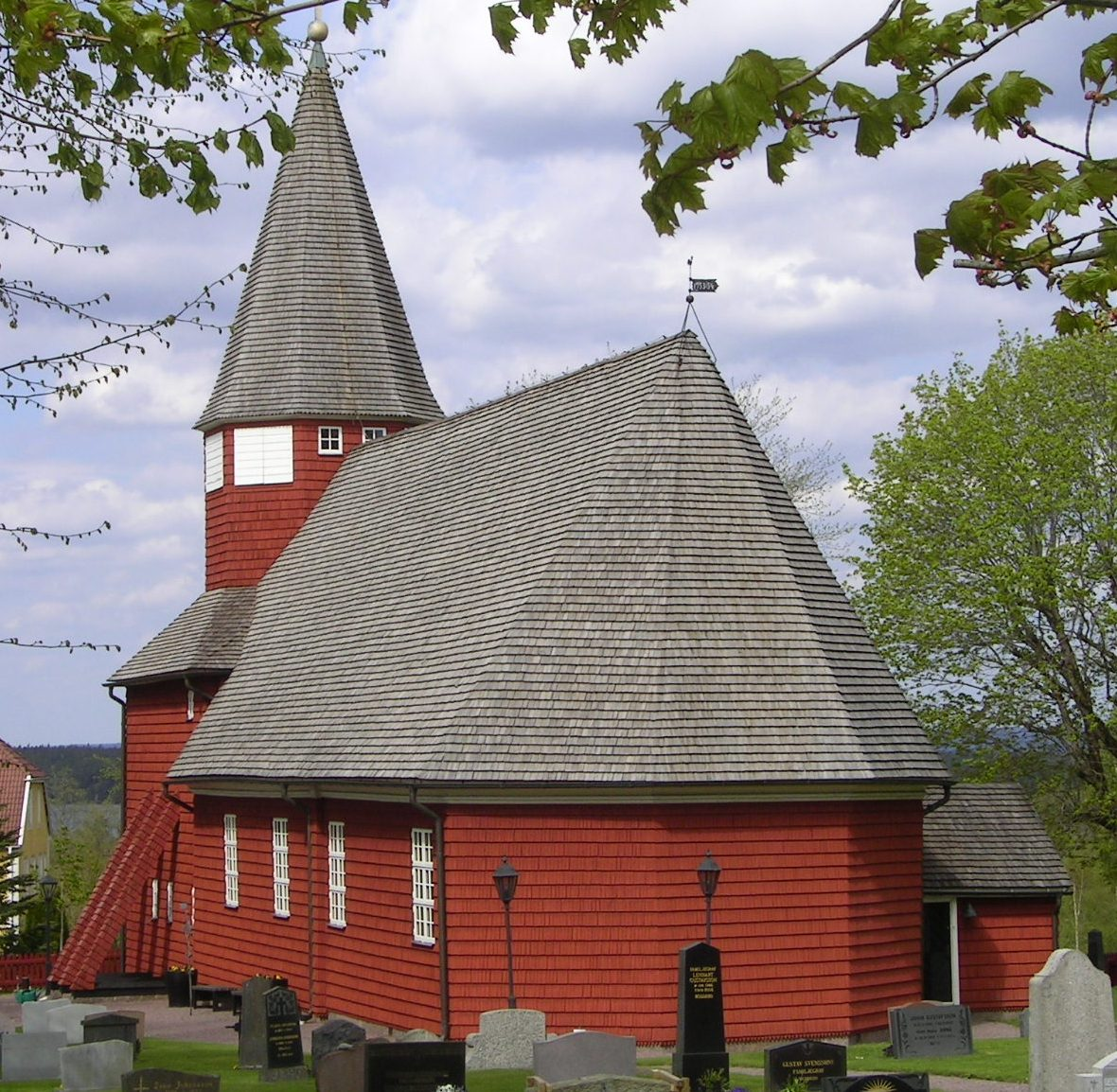
Bondstorps kyrka sedd från öster

| Huvudverk I       | Svällverk II      | Pedal        | Koppel |
| Rörflöjt 8’       | Gedackt 8’        | Subbas 16’   | I/P    |
| Salicional 8’     | Quintadena 4'     | Principal 8’ | II/P   |
| Principal 4’      | Blockflöjt 2’     |              | II/I   |
| Täckflöjt 4’      | Svegel 1'         |              |        |
| Rauschklvint 2 ch | Crescendosvällare |              |        |